# Betta enisae
Бійцівська рибка Еніси (Betta enisae) — тропічний прісноводний вид риб з родини осфронемових (Osphronemidae), підродина макроподових (Macropodusinae).
Разом із B. pugnax, B. fusca, B. schalleri, B. pulchra, B. breviobesa, B. stigmosa, B. lehi належить до групи видів B. pugnax, проте І. Шиндлер і Ю. Шмідт (Schindler & Schmidt, 2006) запропонували перенести B. enisae до групи B. picta на підставі кількості лусок у бічній лінії та променів у анальному плавці, а також відносно невеликого розміру дорослих риб.
Вид був виявлений у вересні 1993 року під час іхтіологічного дослідження Національного парку Озеро Сентарум (індонез. Taman Nasional Danau Sentarum). Отримав назву на честь Еніс Віджанарті (індонез. Enis Widjanarti), як подяка за її ефективну та сповнену ентузіазму роботу під час польових робіт.
Місцеві рибалки використовують B. enisae як звичайну наживку.

## Опис
Максимальний відомий розмір риб 58,7 мм стандартної (без хвостового плавця) довжини. Морфометричні дані голотипу та п'яти паратипів: стандартна довжина 34,0-39,5 мм, загальна довжина 143,0-155,2 %, довжина голови 34,5-37,7 %, предорсальна (до початку спинного плавця) довжина 67,3-70,3 %, преанальна (до початку анального плавця) довжина 50,1-54,2 %, висота тіла в місці початку спинного плавця 26,2-28,9 %, висота хвостового стебла 17,6-19,5 %, довжина основи спинного плавця 8,7-12,1 %, довжина основи анального плавця 50,0-53,3 %, довжина черевних плавців 33,8-46,7 %, довжина грудних плавців 21,1-24,5 %, довжина хвостового плавця 42,7-52,5 % стандартної довжини.
Хвостовий плавець ланцетний, загострений на кінці, має 14 променів. Спинний плавець загострений, має 0-1 твердий і 7-8 м'яких променів, всього 8-9. У самців він досягає основи хвостового плавця, у самок коротший. Анальний плавець не доходить до середини хвостового плавця, має 2-3 твердих і 21-24 м'яких променів (всього 23-26). У черевних плавцях по 1 твердому та 5-6 м'яких (1 простий нитчастий і 4-5 розгалужених) променів, в притиснутому стані їхня нитка сягає приблизно середини основи анального плавця. У грудних плавцях по 11-12 променів. 26-28 лусок у бічній лінії.
Основне забарвлення невиразне, сіро-коричневе. Через око проходить горизонтальна чорна смужка. Нижня частина зябрових кришок та горло вилискують синьо-зеленими барвами. Характерною ознакою виду є широкий чорний край анального та нижньої частини хвостового плавця, який зверху межує з яскравою блакитною смугою, а зовні обмежений вузькою білою облямівкою. Прикоренева частина анального плавця червонувато-коричнева, а решта хвостового плавця вкрита чорними та блакитними цятками та рисками, що вишиковувані в поперечні смужки. Спинний плавець майже безбарвний, на міжпроменевих мембранах має чорнуваті цятки. Черевні плавці білі.
Самці трохи більші за самок, спинний та черевні плавці в них довші. Під час залицяння забарвлення самця стає інтенсивнішим. Самка також стає темнішою, майже шоколадного кольору, але її барви не можуть конкурувати з кольорами самця.

## Поширення
Вид відомий лише із басейну середнього Капуаса (індонезійська провінція Західний Калімантан), водиться в Національному парку Озеро Сентарум або поблизу нього, а також в окрузі Сангау (індонез. Kabupaten Sanggau), розташованому далі на південний захід. Площа відомих районів поширення становить 3489 км². Ймовірно, B. enisae зустрічається також на території між відомими районами. Типова місцевість — річка Сантік (індонез. Sungai Santik), притока річки Таванг (індонез. Sungai Tawang), знаходиться безпосередньо на захід від польового центру парку Озеро Сентарум.
В середній течії річки Капуас багато озер, їхня площа різко змінюється залежно від сезону. Амплітуда коливань рівня води становить близько 12 м. Коли Капуас розливається, значні території, переважно серед лісу, стоять затопленими. Betta enisae ловили або спостерігали в усіх лісових струмках Національного парку Озеро Сентарум. Зазвичай цих риб знаходили серед залишків сміття та шару опалого листя вздовж берегів на мілководді. Вода тут прохолодна (24 °C), м'яка (до 12 dH), трохи кисла (pH 5,5-6,8). Бійцівська рибка Еніси — це один із дуже небагатьох місцевих видів, здатний у сухий сезон виживати в ізольованих глибоких і вузьких норах, що залишаються з водою на сухих у цей час руслах струмків.
Betta enisae часто зустрічається разом із іншою бійцівською рибкою — B. dimidiata.
Територія Національного парку Озеро Сентарум перебуває під охороною, тому наразі немає серйозних загроз місцевій популяції Betta enisae. Але в окрузі Сангау відбуваються процеси урбанізації та вирубування лісів з метою лісозаготівлі або організації сільського господарства, вони несуть загрозу знищення середовищ існування місцевих риб.

## Утримання в акваріумі
Бійцівську рибку Еніси дуже рідко можна побачити в торгівлі акваріумними рибами. Більшість риб, що продаються під назвою Betta enisae, насправді є помилково ідентифікованими B. breviobesa.
Бійцівська рибка Еніси — це активна риба. Для її утримання потрібен акваріум місткістю не менше 100 літрів з густою рослинністю. Вода має бути чистою, рН 6,0-7,2, температура 22-26 °C, загальна та карбонатна твердість повинні бути низькими. Для збереження якості води необхідно регулярно проводити її часткову заміну.
Приймає всі звичайні корми. Потребує міцної їжі, тому цим рибам пропонують переважно живі та заморожені корми, але вони жадібно хапають і пластівці.
B. enisae нереститься біля дна в типовий для видів, що інкубують ікру в роті, спосіб. Самка контролює події, ініціює нерест. Спочатку пара кружляє, тримаючись близько одна до одної, тоді самець обгортає своє тіло навколо самки, самка при цьому не перевертається на спину. Спочатку буває кілька «псевдоспаровувань», під час яких ікра не випускається; тоді вже настають справжні. Під час обіймів самка відкладає кілька ікринок, самець трохи здригається й запліднює їх. Самка першою виходить із нерестового заціпеніння й збирає ікринки та випльовує їх перед самцем, а той негайно підбирає їх. Через деякий час риби повторюють спаровування. У перервах між обіймами самка відганяє інших самок-суперниць, які перебувають поблизу. Загалом нерест триває більше години. За цей час риби відкладають 100 і більше ікринок. Ікринки білувато-кремові, трохи плоско овальні, розміром близько 1,5 мм, майже такі самі як у B. splendens.
Після закінчення нересту самець відходить у схованку. Це може бути керамічний горщик, що лежить на дні, або гущавина рослин біля поверхні. Самка охороняє територію навколо. Інкубація триває близько 10 днів. Самець «пережовує» ікру під час дихання. На відміну від інших видів, що інкубують ікру в роті, ротова порожнина в нього не сильно розбухає. Через 4-5 днів після нересту він вже харчується разом із іншими дорослими рибами, хоча ікра все ще перебуває в нього в роті.
По закінченні інкубації самець випускає з рота вже повністю сформованих мальків. Новонароджені малята мають розмір 5-6 мм, вони відразу шукають мікроорганізми, що живуть серед рослин, їх можна годувати наупліусами артемій.
Мальки швидко ростуть, визрівають через 6 місяців.

## Відео
- Betta enisae Zuchtgruppe на YouTube by Schlangenkopffische. de
- Betta enisae - Sanggau EKKA 2016 у соцмережі «Facebook» by Fishchick Aquatics
- Breeding Wild Mouth Brooding Betta enisae на YouTube by Dans Fish (присутня прискорена зйомка)